# Sam Torrance
Sam Torrance (Largs, 24 agosto 1953) è un golfista scozzese.

## Carriera
Divenuto professionista a 17 anni, entrò nell'European Tour e vinse il suo primo torneo nel 1972, anno in cui fu anche nominato Esordiente dell'anno. Il primo successo nell'European Tour arrivò nel 1976. Ne sarebbero seguiti altri venti nel tour (44 in tutto): solo il connazionale Colin Montgomerie ne ha ottenuti tanti senza mai vincere un major. Torrance infatti, come miglior piazzamento in uno dei quattro tornei più prestigiosi, vanta un quinto posto all'Open Championship 1981. Deteneva il record di presenze in tornei dell'European Tour, 706, cifra superata da Miguel Ángel Jiménez nel 2020.
Giocò anche nel PGA Tour of Australia, dove raccolse una vittoria nel 1980. Al PGA Tour ne sfiorò una nel 1983, ma perse ai playoff: lo stesso successe al Japan Golf Tour l'anno seguente. In carriera prese inoltre parte per otto volte consecutive alla Ryder Cup, divenendo poi vice-capitano dell'Europa nella Ryder Cup 2016, nonché alla Coppa del Mondo per undici volte.